# Segregation

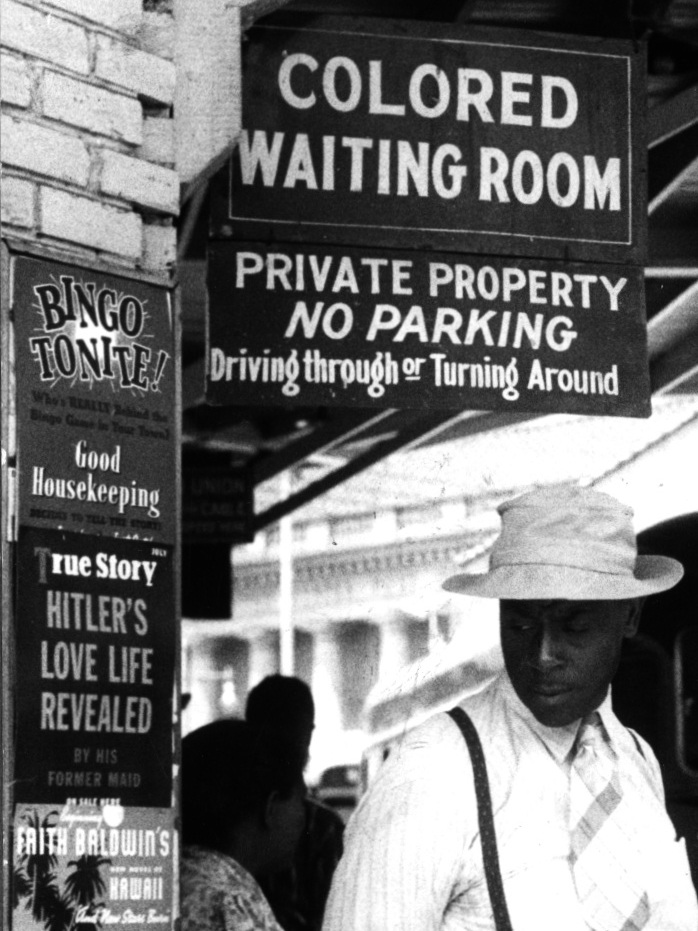
En skylt har texten "colored waiting room" på busstationen i Durham i North Carolina 1940.

Segregation eller segregering, av verbet segregera (av latinets segregare), är uppdelningen och åtskiljande av olika grupper i ett samhälle, ofta utifrån ett ojämlikhetsperspektiv, det vill säga åtskillnad mellan resursstarka och resurssvaga grupper. Det är dock inte ett normativt eller moraliskt begrepp som implicerar orättvisor. Segregation uppstår som ett resultat dels av individers preferenser och dels av strukturella faktorer. Segregationens motsats är integration.
Segregationen är inte statisk eller ensidig, utan relationell. Ibland används begreppet felaktig, som när ett socioekonomiskt eller etniskt homogent område kallas "segregerat".  Segregationen är alltid utifrån relationen till en annan grupp, ett annat bostadsområde m.m.  Det är därför mer korrekt att tala om en stad eller region som segregerad, om olika grupper lever och/eller verkar åtskilda från varandra.
Segrationen kan utgå från socioekonomisk status, kultur, etnicitet och/eller demografi, vilket kan vara till exempel ålder eller kön. Den kan skapas, förstärkas eller motverkas genom medvetet riktade samhällsinsatser, genom de samhälleliga möjligheter och begränsningar som står till buds för olika grupper och individer och genom individernas egna val.
Forskare studerar olika aspekter av segregation så som att den är en övervaknings- och disciplineringsteknik liksom en teknik för att säkerställa tryggheten och säkerheten i ett samhälle, en teknik med lång historia. Exempel är fängelser och koncentrationsläger. Återigen andra menar att den är styrd av preferenser och ekonomiska resurser när individer sorteras in i olika bostadsområden.
Forskare har argumenterat för segregation som både en effekt av diskriminering och en form av diskriminering, som en effekt av rasifiering och som en beståndsdel i förtryck.

## Definitioner
Det existerar ingen enhetlig och vedertagen unik definition på segregation. Istället finns det olika sätt att tolka och förstå segregation.
Uppslagsverket Britannica definierar segregation på följande vis:
"separation of groups of people with differing characteristics, often taken to connote a condition of inequality"
Den numera nedlagda myndigheten Delmos (Delegationen mot segregation) definierade 2021 segregation på följande vis:
"Segregation innebär att människor med olika karaktäristika lever och verkar separerade från varandra. Denna åtskillnad gör att det uppstår koncentrationer av människor med liknande egenskaper i till exempel bostadsområden, i olika skolor och på delar av arbetsmarknaden"
Nationalencyklopedin definierar segregation som "det rumsliga åtskiljandet av befolkningsgrupper".
Segregation har beskrivits som rumslig separation av socialt definierade grupper, antingen som ett resultat av institutionella system eller genom ett samspel mellan marknaden och sociala mekanismer såsom diskriminering.

### Rumslig och social segregation
Begreppet kan tolkas både rumsligt och socialt. Rumslig eller geografisk segregation syftar på fysiskt avstånd mellan grupper, vilket i sin tur kan påverka mänskliga relationer och livsmöjligheter. Social segregation syftar främst till mänskliga relationer oberoende av rummet. Då avses vilka som kommunicerar, interagerar och möts i till exempel arbetslivet.

## Segregationens historia
Michel Foucault lyfter i boken ”Övervakning och straff” fram de romerska armélägrens uppdelning i rutnät som exempel på en sådan hierarkisk och rumslig styrnings- och disciplineringsteknik. Brott mot den gällande ordningen vid denna tid var offentlig kroppsbestraffning i avskräckande syfte. Vid 1600-talet "effektiviserades" disciplineringstekniken genom bildandet av institutioner såsom fängelser, skolväsendet, arméer, fabriker och mentalsjukhus. I de här nya institutionerna var det själen som var i fokus och som skulle disciplineras (normaliseras) så att den kan kontrollera kroppen, eller vara kroppens "fångvaktare" som Foucault uttrycker det.

### Segregationens historia i Sverige
Segregation i Sverige har en lång historia. Till exempel innebar den svenska boendesegregation under 1900-talet att romer utestängdes från resten av samhället. Eftersom romer generellt inte hade rätt att folkbokföra sig så blev de tvungna att flytta runt och bo i tält eller i "zigenarläger" fram till 1960-talet. Myndigheterna menade att romer skulle "inordna sig i ett normalt svenskt liv" för att kunna bli folkbokförda. Att romerna inte hade rätt till folkbokföring ledde bl.a. till uteblivna barnbidrag och folkpension, att man inte kunde ingå äktenskap, få lån till bostäder, m.m. 
Även den kommunala bostadsplaneringen var tidig med att segregera, redan under den svenska urbaniseringsprocessen i början av 1900-talet byggde man medvetet för att hålla isär olika boendegrupper.. Emellertid har uppdraget varit att blanda bostäder för landets kommuner sedan 1974 års bostadspolitiska beslut.[förklaring behövs][källa behövs]
Under 1990-talet blev tendenserna med ökande etnisk och social segregation tydligare i Sverige, i takt med att andelen utlandsfödda med bakgrund från Afrika och Mellanöstern i befolkningen ökade. Den statliga myndigheten Delegationen mot segregation meddelade dock i sin årsrapport 2021 att segregationen i Sverige minskat något sedan 2012.

## Segregationens uppkomst, orsaker och problem
Segregation uppkommer som ett resultat av var och hur individer och familjer lever sina liv. Deras livsval kan göras på olika sätt och påverkas av yttre faktorer:[källa behövs]
- Fritt val: Individer eller familjer väljer att bo och verka i områden där de känner sig kulturellt eller socialt hemma eller väljer yrken utifrån intresse och inkomstutsikter.
- Motvillig acceptans: På grund av ekonomiska begränsningar eller brist på alternativ accepterar människor att bo och verka i vissa områden, även om det inte är deras förstahandsval. Personliga egenskaper kan göra att man får acceptera att välja ett yrke som inte är deras förstahandsval.
- Yttre påverkan: Socioekonomiska faktorer, politik, och diskriminerande praktiker påverkar var människor kan eller väljer att bo och verka. Sådana faktorer kan även påverka val av till exempel yrke eller skola för barnen.
- Yttre tvång: Striktare former av segregation kan uppstå genom lagstiftning eller politiska beslut som tvingar människor att bo och/eller verka i separata områden baserat på ras, etnicitet eller andra faktorer.

Segregering kan således ske frivilligt, motvilligt eller ofrivilligt. Frivillig segregering sker när människor eller grupper väljer att separera sig från andra grupper utifrån olika motiv. Segregation är  ofta ett eftersträvat resultat när yttre krafter såsom politik framkallar eller skapar segregation genom påverkan eller tvång. 
Segregationen är ofta ett uttryck för en ojämlik fördelning av resurser i samhället mellan olika individer och grupper. Den kan ses som ett problem om den orsakar stora skillnader i människors uppväxt- och levnadsvillkor (jmf lika möjligheter). Segregation kan bidra till att över- och underordnade grupper (jmf samhällsklasser) bekräftas och en hierarkisk ordning upprätthålls.
I Sverige kan en politisk skiljelinje observeras i synen på den etniska boendesegregationens underliggande orsaker. Svensk politisk höger menar att sådan segregation är en direkt konsekvens av invandring och för låga krav på nyanlända i Sverige. Politiken på vänstersidan betonar snarare ekonomiskt ojämlikhet, diskriminering på arbetsmarknaden och underfinansierad språkundervisning som underliggande orsaker till segregation.

## Boendesegregation och skolsegregation
Det saknas entydigt svar på frågan huruvida boendesegregation är positivt eller negativt för samhället. Bostadsområdet förefaller ha begränsad betydelse för individens förutsättningar att uppnå sina mål och etniska enklaver kan ge positiva effekter. Strategin att staten sprider ut nyanlända i de delar av landet där det finns bostäder har visat sig vara ekonomiskt ogynnsam för så kallade nyanlända och försvåra deras möjligheter att få arbete.
I Sverige kan man se ett nära samband mellan bostadssegregationen och skolsegregationen. I de städer där invånarna bor segregerat så präglas också skolorna av att olika grupper går i olika skolor, vilket ofta också medför att skolorna får olika resurser och att skolorna har svårt att nå upp till målet om en jämlik utbildning för alla.[källa behövs] Skälen till varför det ser ut som det gör idag finns bland annat i de olika skolreformer som har genomförts under 1900-talet, där skolsegregationen har varierat med tiden.[källa behövs]
Under 1960-talet genomfördes enhetsskolereformen i Sverige, vilket ledde fram till en integrerad grundskola. Före detta hade man haft ett segregerat skolsystem med parallella skolformer som till exempel folkskola, realskola och flickskola.. Tanken med grundskolan var att integrera olika samhällsgrupper till ett och samma skolsystem för en mer jämlik utbildning. På senare tid - 1990- och 2000-talet - har skolsegregationen ökat främst på grund av två faktorer: det fria skolvalet och en ökad boendesegregation. Hur mycket varje faktor anses bidra till att förklara skolsegregationen varierar från studie till studie. En studie som undersökte skolsegregationen mellan 2000 och 2006 kom till att huvuddelen av de ökade skillnaderna mellan olika skolor under perioden kunde härledas till det fria skolvalet. En studie som undersökte segregationen mellan åren 1988-2009 fann att boendesegregationen förklarade den största delen av skolsegregationen och att skolvalet kunde förklara ungefär 18% av den uppmätta segregationen.
Men barnen träffar ändå i större utsträckning elever med annan bakgrund än någonsin tidigare. Ur ett globalt perspektiv kan segregationen i de svenska skolorna sägas ha minskat, det vill säga elevsammansättningen i de svenska skolorna avviker idag mindre från det globala genomsnittet beträffande socioekonomisk bakgrund.[källa behövs]
Skillnaden i skolresultat (betyg) mellan svenska skolor har också ökat sedan början av 1990-talet, samtidigt som resultatet fallit till genomsnittlig OECD-nivå enligt internationella undersökningar. 
Till viss del kan segregationen också förklaras av det fria skolvalet. Flickor och elever med starkare socioekonomisk bakgrund väljer oftare skola aktivt i grundskolan. Däremot finns ingen skillnad i detta avseende beroende på om eleven har svensk eller utländsk bakgrund. Sannolikheten att gå i en fristående grundskola var år 2009 ungefär dubbelt så stor om eleven hade starkare socioekonomisk bakgrund än om den hade en svagare bakgrund. I gymnasiet har elever med olika förutsättningar nästan lika stor sannolikhet att gå i fristående eller kommunal skola.
Generellt tycks skolvalet i någon mån leda till att lika väljer lika, men det är oklart i hur stor utsträckning detta är det primära målet för familjerna eller en sekundär effekt av primära mål som att välja skolor med goda resultat eller till exempel religiösa inriktningar prioriteras olika starkt av olika grupper.[källa behövs]
Den ökande nationella skolsegregationen beror enligt olika studier i olika hög grad på ökande boendesegregation respektive skolval  I Böhlmark m.fl. (2015) studeras årskurs 9-elever år 1993–2009. Författarna finner att förändringen i skolsegregationen till stor del förklaras av att ökningen av andelen elever med utländsk bakgrund har varit ojämnt fördelad mellan kommuner och bostadsområden.[källa behövs]
En studie genomförd vid Örebro universitet 2015 visade att svenska småbarnsmammor som talat om etnisk mångfald som en berikande faktor i praktiken väljer skola i ett homogent och etniskt svenskt område, med motiveringen att deras barn inte skall vara en etnisk minoritet i sin skolgång eller att man är noga med deras svenska språk.
Enligt forskare Emma Neuman vid Linnéuniversitetet uppträder fenomenet white flight då andelen utomeuropeiska invånare i ett område når en brytpunkt på 3-4 procent. Invandring av personer födda i Europa visar ingen sådan trend. Studien omfattade flyttmönstren i Sveriges tolv största kommuner under åren 1990–2007. Höginkomsttagare och välutbildade flyttar först, vilket innebär att den etniska segregeringen även medför en klassegregering.

## Statlig systematisk uppdelning
Att tvinga indivder att spendera tid åtskilda från den övriga befolkningen är en teknik som stater tillämpar för att skydda befolkningen från risken för att utsättas för vissa individers skadliga beteende, oftast i betydelsen brottsligt beteende, liksom det utgör en vanlig bestraffnings-, disciplinerings och övervakningsteknik. En vanlig form för detta är att sätta individer i fängelse.
En annan form av statlig segregation är att tvinga vissa människor att leva åtskilda från den övriga befolkningen i koncentrationsläger. Statsunderstödd uppdelning med utgångspunkt från folkgrupp motiveras ofta med ideologiska argument om att folkgrupper bör hållas åtskilda. Bland de mer uttalade exemplen på formaliserad rassegregation finns:
- Jim Crow-lagarna i Förenta staterna
- Nürnberglagarna i Nazityskland
- Apartheidsystemet i Sydafrika

## Religiös segregation
Religiös segregation är åtskillnaden av människor efter deras religion. Begreppet har använts på religionsbaserad segregation som sociologiskt fenomen, liksom segregation skapad efter lagar, både direkt och indirekt.
Begreppet religiös apartheid har också använts om situationer där människor segregeras efter religion, inklusive sociologiska fenomen.